# Peter Paillou le jeune
Pour les articles homonymes, voir Paillou.
Peter Paillou dit le jeune (1757-1831 ou 1832) est un peintre britannique.

## Biographie
Fils de Peter Paillou, il se fait connaître à Londres où il exerce pendant une vingtaine d'années, pour ses miniatures et ses portraits. Vers 1803, il s'installe à Glasgow où il continue à peindre des portraits à l'huile. 
Ses œuvres sont conservées, entra autres, au National Portrait Gallery, au Victoria and Albert Museum et au Fitzwilliam Museum. 